# Diviciorii Mari, Cluj
Diviciorii Mari (în maghiară Nagydevecser, în germană Gross Däwäts) este un sat în comuna Sânmărtin din județul Cluj, Transilvania, România.
În această localitate s-a născut poetul Emil Giurgiuca (1906-1992).

## Localizare geografică
Din punct de vedere geografic, satul Diviciorii Mari este localizat în Câmpia Colinară a Transilvaniei. Regiunea este numită Dealurile Mureșano-Someșene, ea făcând parte din subunitatea Dealurile Fizeșului.
Satul este așezat într-o vale îngustă, orientat spre direcția NNE-SSV, cu deschidere largă spre sud, brăzdat de un pârâu ce-și face curgerea prin mijlocul acestuia. Formele de relief caracteristice zonei permit creșterea pădurilor de foioase și conifere, cele mai cunoscute fiind Pădurea Crăisacă și Pădurea În Salcâmi. Pârâul izvorăște din zona nordică și ajunge în partea sudică, unde se unește cu pârâul ce curge dinspre localitatea Diviciorii Mici, urmând a se vărsa, împreună, în Valea Fizeșului. Satele învecinate sunt următoarele: Țentea și Sânnicoara din județul Bistrița-Năsăud, la nord; Diviciorii Mici, la vest; Măhal și Târgușor, la sud și Sânmărtin la est. Cel mai apropiat oraș, și anume Gherla, se află la o distanță de 15 km de acesta.

## Istorie primară
Descoperirile arheologice din spațiul deluros al centrului Transilvaniei au indicat o multitudine de puncte de locuire încă din perioada paleoliticului. Satele Diviciorii Mari și Diviciorii Mici sunt menționate, pentru prima dată, în Repertoriul Arheologic al Județului Cluj. Cercetarile au condus la descoperirea a două topoare din piatră și o mărgea, obiecte ce au fost datate în epoca neolitică, iar fragmentele de ceramică descoperite au fost datate ca aparținând epocilor bronzului și a fierului. Aceste piese se află în colecțiile Muzeului Național de Istorie a Transilvaniei din Cluj-Napoca. Poate cea mai remarcabilă descoperire este aceea a unei așezări, datând din epoca bronzului, localizată în zona numită Grajduri, aproape de actualul drum de legătură dintre satele Divicorii Mari și Mici.

## Bibliografie

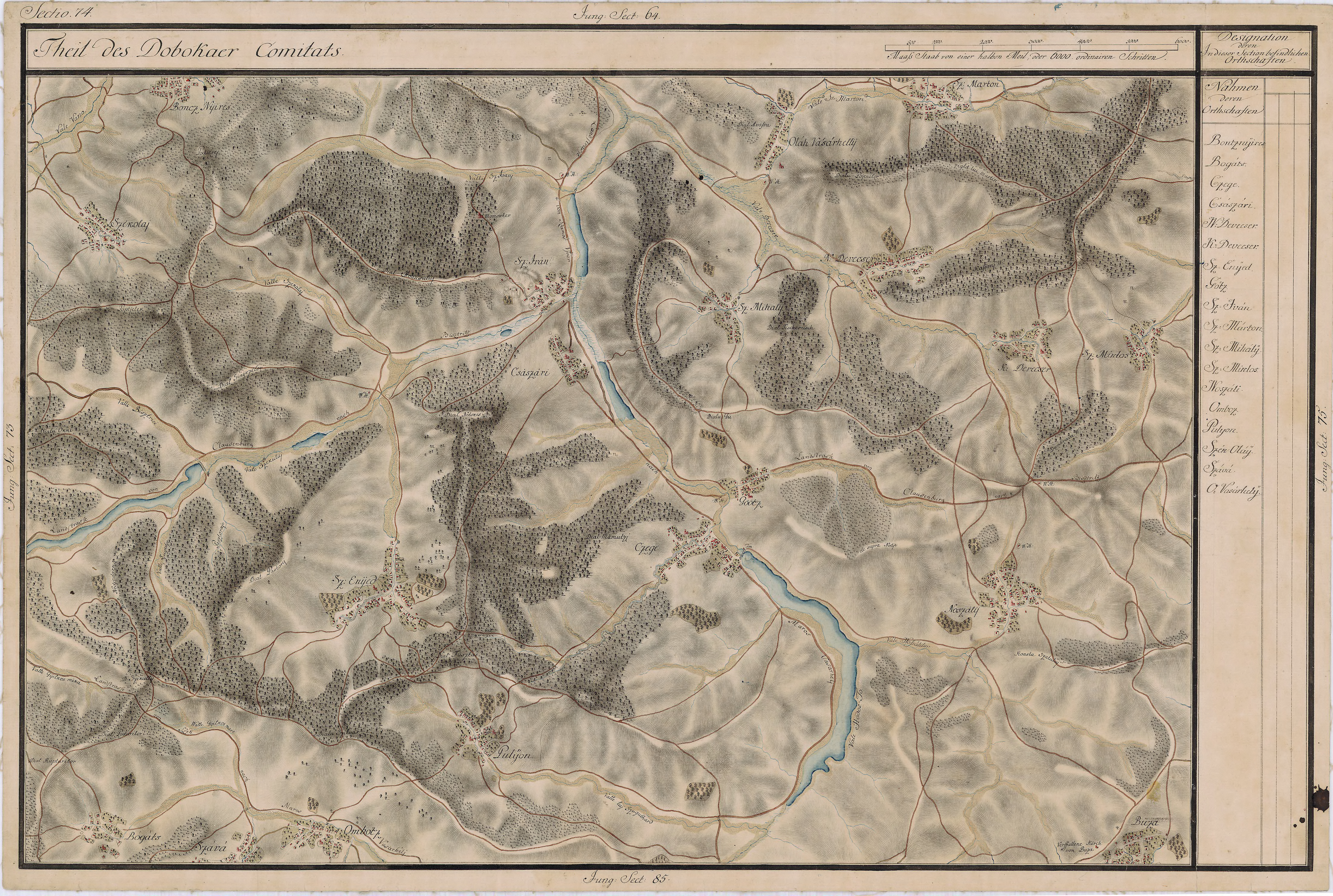
Diviciorii Mari pe Harta Iosefină a Transilvaniei, 1769-73

## Perioada daco-romană
Este presupus faptul că satul a tins și chiar a ajuns la un nivel înalt de dezvoltare și civilizație în perioadele de domnie ale lui Burebista (82-44 î.Hr.) și ale lui Decebal (85-106 d.Hr.). Dovada acestor fapte constă în lucrurile materiale descoperite, precum bucăți din fier de plug, seceri, râșnițe, brățări și coliere. În perioadele de opreliști și de bătălie, zona a fost recunoscută printr-un bun aport de forță umană și resurse furnizate în vederea opririi unor invazii inamice.
După cucerirea dacilor de către romani, satul a făcut parte din Provincia Dacia, condusă de Decimus Terentinus Scaurianus, învestit de împăratul Traian, având funcția de Legatus Augusti pro praetore, reprezentând o persoană împuternicită de împărat, înalt magistrat civil sau militar într-o provincie, cu depline puteri militare, administrative și judecătorești.
După retragerea aureliană și în secolele care au urmat, existența unei populații pașnice a fost descoperită datorită urmelor materiale găsite în timp. Populația acestor locuri avea, ca ocupații principale, agricultura și păstoritul. Satul Diviciorii Mari a cunoscut o dezvoltare economico-socială treptată în perioada de oblăduire obștească și în timpul voievodatului lui Gelu, cel care a îngreunat invazia maghiară în Transilvania și s-a opus cu toate forțele.

## Perioada medievală
Evoluția populației ce a viețuit în Diviciorii Mari a atins și un punct de cotitură în perioada în care regii unguri au acaparat și colonizat regiunile din zona Transilvaniei. Secolele XI–XIII au adus cu sine un proces complex de dezvoltare a zonei, perioada fiind „măcinată” de confruntări între autohtoni și cuceritorii veniți dinspre Apus.
Prima mențiune a existenței satului Diviciorii Mari este datată jurul anului 1173 (1176). Documentul emis la 1230, în timpul domniei lui Bela al IV-lea, face referire la evenimentele desfășurate cu aproximativ 50 de ani în urmă (1176) și îl pune în scenă pe Bela al III-lea al Ungariei (1172-1196), bunicul lui Bela al IV-lea (1235-1270).  În document este adus la cunoștință faptul că Bela al III-lea le dăruiește feudalilor laici Lob și Toma un număr de nouă sate din Transilvania, ca recompensă pentru „slujbe credincioase și deosebite”. Principalele personaje ale acelui timp au fost diferiți moșieri: Lob (1176); Chama, fiul lui Lob (1230); Abel și Andrei, urmași ai lui Chama (1305); Lorincz, urmaș al lui Abel (1347); Devecseri Pavel (1389); Ioan, fiul lui Luca (1391) și alții.
Răscoala din anul 1514 a adus înăsprirea condițiilor de viețuire a sătenilor din zona Transilvană Situația grea și dările apăsătoare către rege, biserică și nobili i-a împins pe țărani să se revolte împotriva stăpânirii cuceritorilor. Dorința de eliberare i-a făcut sa fie îndrăzneți și să devină haiduci, să cutreiere pădurile și să omoare nobili și pe oricine li se împotrivea. Revolta a fost înăbușită în sânge, iar, după anul 1514, Dieta Transilvaniei stabilește statutul iobagului ca fiind unul mai sever și mai înjositor față de cum era. Astfel, se legiferează șerbia, condiția iobagilor transilvăneni tinzând către condiția de facto a sclavilor.
În timpul domniei lui Mihai Viteazu peste Transilvania (1599-1600), sătenii din Diviciorii Mari și Mici s-au alăturat domnitorului, sprijinindu-l cu alimente și fân pentru cai. După asasinarea lui Mihai Viteazu, în anul 1602, oștenii generalului Basta a omorât mulți dintre acești săteni drept răzbunare pentru ajutorul oferit lui Mihai Viteazu. 
În anul 1657, trupele militare au distrus satul. Acest eveniment s-a întâmplat ca urmare a înfrângerii din Polonia, unde operațiunea militară inițiată de principele Transilvaniei, Gheorghe Rákóczi II (1648 – 1660), în alianță cu regele Suediei Carol al X-lea Gustav (1654 – 1660) a fost un eșec. Necazul s-a abatut, din nou, asupra sătenilor din Diviciori atunci când tătarii au invadat zona (1660-1663). Epidemiile apărute ulterior aproape că au nimicit toată populația satelor.
Odată cu răscoala lui Francisc Rákóczi al II-lea (1703-1711), răscoală care a avut loc împotriva Imperiului Habsburgic, urmată de o năvălire a tătarilor în anul 1717, a anulat orice urmă de prosperitate și încercare de refacere a bunăstării locuitorilor din aceste ținuturi. 
După multe necazuri și vieți distruse, binele s-a arătat si în curțile diviciorenilor. Împăratul Iosif al II-lea a abolit iobăgia în 22 august 1785, prin ordonanță, dar aceasta a fost suprimată definitiv abia în anul 1848.

## Perioada contemporană
Perioada interbelică i-a prins pe săteni într-o poziție dezavantajoasă. Una din problemele mari ce nu a reușit să fie rezolvată a fost aceea a lipsei unui teren agricol care să le furnizeze hrana necesară traiului. O altă mare problemă a fost și lipsa educației, o situație des întâlnită în mediul rural din toată România.
Anul 1930 a fost unul cu însemnătate și demn de menționat în filele istorice bisericești ale acestei comunități, deoarece aceasta a fost singura comunitate majoritar ortodoxă din Plasa Gherla - în anul 1930, pe teritoriul acestei unități administrative, au existat un total de 946 de credincioși ortodocși, dintre care 542 au aparținut satului Diviciorii Mari.
Al Doilea Război Mondial (1939-1945) și perioada comunistă au pus la grea încercare credința diviciorenilor, dar, cu ajutor divin, aceștia au rămas puternici și au izbândit în lupta împotriva asupritorilor.

## Documente și înscrisuri
De-a lungul timpului, satul apare menționat în documente sub diferite denumiri: Devecher Superior (1173-1196), Deuscher (1341), Feldemecher (1396), Feldemeter (1406), Nagdeweczer (1431), Devecher (1437), Naghdewecher (1504, 1546), Deweczer (1523), Deweczyer (1587-1589), Nagj-Devecsier, (1610), Nagy Devecser (1733), Nagy Devecs (1750), Nagy Devetser (1760-1762), Devetser 1835, Divitser Mare (1850), Nagy Devecser (1854), Divicioru Mare.
Până în anul 1876, localitatea a aparținut Comitatului Solnocul Interior. Apoi, a avut loc o nouă împărțire administrativ-teritorială și localitatea a fost arondată unui nou comitat, cu numele Solnoc-Dăbâca, Plasa Chiochiș, respectiv județul Solnoc-Dăbâca. Ulterior întemeierii României Mari, în anul 1925, o altă organizare administrativ-teritorială a avut loc și satul a fost inclus în jurisdicția județului Someș. În perioada comunismului, satul a aparținut Raionului Gherla din Regiunea Cluj, apoi, în anul 1968, anul când a fost înființat județul Cluj, satul a fost trecut sub administrația comunei Sânmărtin.
Satul Diviciorii Mari este locuit și în zilele noastre, numărând o populație de aproximativ 60 de oameni, marea majoritate în etate.

## Legendă
Legenda spune că denumirea satului ar proveni de la numele unui soldat roman, cu numele Divideus, din structura Ala Secunda Pannoniorum, aparținând trupelor auxiliare staționate la Gherla. Divideus, aflat la vânătoare în hotarul satului, pe versantul de est, și-ar fi pierdut viața. În memoria lui, s-a ridicat în acel loc o statuie, dar aceasta a fost distrusă de trupele austro-ungare ale generalului Adolf Nikolaus von Bukow. Se consideră că denumirea satului este mult mai veche decât data la care a fost atestat prima dată, în documentele vremii.

## Personalități
Părintele Ioan Giurgiuca - figura reprezentativă în istoria localității Diviciorii Mari este cea a unui preot ortodox, Părintele Ioan Giurgiuca. El a slujit în Diviciorii Mari, neîntrerupt, timp de 41 de ani (1886-1928) și a contribuit semnificativ la menținerea identității de neam și de credință în rândul populației autohtone.
Părintele Ioan Giurgiuca s-a născut în satul Dumbrăvița la data de 20 iulie 1854, din părinții Pantelimon și Dochia Giurgiuca. A studiat la Gimnasiul greco-catholicu din Năsăud între anii 1873-1876. Și-a satisfăcut stagiul militar obligatoriu la Sibiu. Între anii 1883 si 1887 a urmat cursurile Seminarului Pedagogic-Teologic „Andreean” din Sibiu. S-a căsătorit cu Pelaghia Băieș în anul 1864, în Borleasa, a fost hirotonit diacon și apoi preot de episcopul Miron Romanul la vârsta de 33 de ani. În 27 decembrie 1886 este numit preot paroh pe seama Parohiei greco-orientale din Diviciorii Mari. Împreună, cei doi au avut 11 copii, 5 fii si 6 fiice. 
Părintele Giurgiuca a fost ctitorul bisericii de zid cu hramul „Sfinții Arhangheli Mihail și Gavriil” din Diviciorii Mari. A început demersurile pentru construirea noii biserici începând din luna septembrie 1909, conform Registrului de Protocoale (Procese verbale) prin consultarea Sinodului Parohial cu privire la buna desfășurare a lucrărilor de pregătire a materialelor de construcție necesare. Părintele s-a confruntat cu dificultăți financiare, dar a reușit să finalizeze lucrările de ridicare a noii biserici în doar doi ani (1911-1912), săvârșind o lucrare durabilă și de dimensiuni considerabile. Moare la vârsta de 74 de ani, la data de 24 ianuarie 1928, și a fost îngropat în curtea bisericii din sat la data de 28 ianuarie 1928. Pentru servicii deosebite aduse statului și bunei orânduiri, i s-a conferit ordinul „Coroana României” în grad de cavaler.
Blidar Ioan – căsătorit cu Rafila Giurgiuca, fiica părintelui Ioan. Rafila povestea că soțul ei a fost deținut politic în regimul comunist, fiind acuzat, pe nedrept, de posesie ilegală de armament și, conform arhivelor securității, acuzat de participarea la acțiuni împotriva statului, alături de alți cetățeni din Fizeșul Gherlii și alte localități alăturate. Rafila a decedat în anul 1956, la vârsta de 57 de ani, în Diviciorii Mari.
Ioan Rotaru – primar 
Emil Giurgiuca – poet, fiul părintelui Ioan Giurgiuca
Prof. Dr. Alexandru Rotaru – născut din părinți agricultori, Isidor și Maria. Cursurile școlii primare le-a desfășurat în satul natal, iar cursurile gimnaziale la Ghiolț (din 1968, Țaga – după cum s-a spus). Liceul, respectiv Școala Medie Tehnică Medicală, l-a absolvit la Cluj. A urmat cursurile Universității de Medicină și Farmacie din Cluj, Facultatea de Stomatologie, cu diplomă în anul 1967. A concurat pentru postul de preparator la „Catedra de Chirurgie buco-maxilo-facială” din Cluj-Napoca, fiind în activitate până în anul 2003. În toți acești ani, activitățile prof. Rotaru au fost unele complexe, prin natura muncii depuse în timpul zilei și, deseori, și în timpul nopții, atunci când întreprindea serviciul de gardă din clinică. Drumul domniei sale a cunoscut succese, toate treptele universitare, medicale și didactice parcurgându-le prin concurs, iar apoi devenind profesor universitar în anul 1991. S-a remarcat, în plan profesional-științific, devenind Șef de catedră (1989) la Catedra de Chirurgie orală și maxilo- facială. Apoi a fost numit ca șef al clinicii, pe care a coordonat-o cu pricepere până la pensionare, când a devenit profesor consultant. Întâmpinând multe vitregii, mai ales în primii ani ai muncii, a trecut cu brio peste tot ce i-a stat în cale; calm, onest, motivat, a mers înainte, realizându-se exemplar.
O remarcă în sensul spus este lansată de regretatul scriitor și ilustru epigramist Eugen Albu, care scrisese următoarele în dedicația cărții proprii, aniversare, ce i-o oferise d-lui Al. Rotaru („Zilnicul Cotidian – 2015): „Școala medicală clujeană cu Domnia Sa e mai bogată și c-o treaptă mai sus, iar învățăceii tineri, norocoși”.
În 1968 Al. Rotaru începe activitatea didactică în calitate de asistent, în care se afirmă și devine conferențiar (1990), iar în 1991 profesor; se pensionează în 2003.
„Cred cu sfințenie în Jurământul lui Hipocrat, iar în fața mea, ca medic, toți au fost egali și o afirm cu conștiința împăcată” este mărturisirea pe care prof. dr. Alexandru Rotaru a facut-o la depunerea jurământului. Domnia sa a atins cote înalte în domeniul chirurgiei orale și maxilo-faciale, fiind un maestru recunoscut atât în țara noastră, cât și în străinătate. Prin mâinile dânsului a trecut o adevărată școală de chirurgi în domeniul specializării onorate, chirurgi care au dus renumele Clujului în toată țara și peste hotare. În multe privințe, a introdus tehnici operatorii noi în cazuri speciale și a îmbunătățit altele clasice. Pentru a realiza acestea, a învățat continuu și a urmat specializări, în străinătate, la clinici prestigioase și institute oncologice de profil: Chișinău (Republica Moldova), Valencia (Spania), Wakefield, Leeds și Glasgow (Marea Britanie), Basel (Elveția), Seul (Coreea). Astfel, s-a înarmat cu ambiție și a format metode moderne de lucru în specialitatea d-sale, pe care le-a împărtășit colegilor de clinică. A implementat tehnici chirurgicale de vârf în clinica în care a profesat; unele dintre aceste tehnici au fost concepute și executate în premieră națională, chiar și brevetate. Astfel, beneficiul a fost sporirea considerabilă a relațiilor cu clinicile similare din străinătate, mai ales în perioada în care a condus Societatea Română de Chirurgie Orală și Maxilo-Facială.
Pentru că tehnicile chirurgicale inovative au ajutat ca știința să progreseze, a ajuns să facă parte din tagma membrilor de onoare a Academiei de Științe Medicale. Pe lângă acest onorabil titlu, trebuie menționat și Premiul „Iuliu Hațieganu” al Academiei Române pentru cartea „Momente din istoria Stomatologiei clujene. Oameni și fapte (1918-1948)”, 2020, 440 pagini, autori Alexandru Rotaru și Horațiu Rotaru.
Prof. Al. Rotaru și-a împlinit „datoria” și față de țară, susținând tineri cu o condiție materială modestă, dar dornici de învățătură – liceu, facultate sau studii postiuniversitare – prin resurse familiale, alături de soția sa Maria, sau prin intermediul societății non-profit care îi poartă numele. De asemenea, a contribuit, financiar, cu o sumă substanțială la tot ceea ce a implicat ridicarea statuii Reginei Maria, amplasată în incinta Catedralei Întregirii Neamului de la Alba Iulia. A făcut-o cu convingerea că domnia sa însuși este un beneficiar al faptelor Reginei Mamă a României Mari. Prof. Rotaru a fost un susținător al revistei „Astra Clujeană” și, prin aceasta, implicit, al culturii naționale.
De-a lungul anilor, prof. Rotaru a obținut diplome de merit, de excelență și medalii, între care și de aur, din partea unor instituții prestigioase de profil din țară și străinătate. Între acestea pot fi amintite: „Premiul Gheorghe Bilașcu, al Universității de Medicină și Farmacie Iuliu Hațieganu”, Cluj-Napoca (1993), „Honory Professor of the International Course of Oral and Maxillo Facial Survey (2006)”, „Medalia de aur pentru România”, secția medicină, oferită de American Biographical Institute (2006) pentru meritul de a fi făcute cunoscute, în plan internațional, personalități românești ale științei și culturii. Medalia de aur a Universității de Medicină și Farmacie, „Carol Davila”, București (2006) și Diploma de excelență a Universității de Medicină și Farmacie „Carol Davila”, București (2006) au fost acordate pentru progrese în medicină. 
Totodată, lui Al. Rotaru i s-au conferit și distincții pe tărâm social, fiind declarat „Senior al cetății Cluj-Napoca (2010)”, Profesor Universitar Emerit (2014), „Cetățean de Onoare al Municipiului Cluj-Napoca (2015)”, ”Premiul Academiei Române (2020)” și altele.

## Galerie de imagini

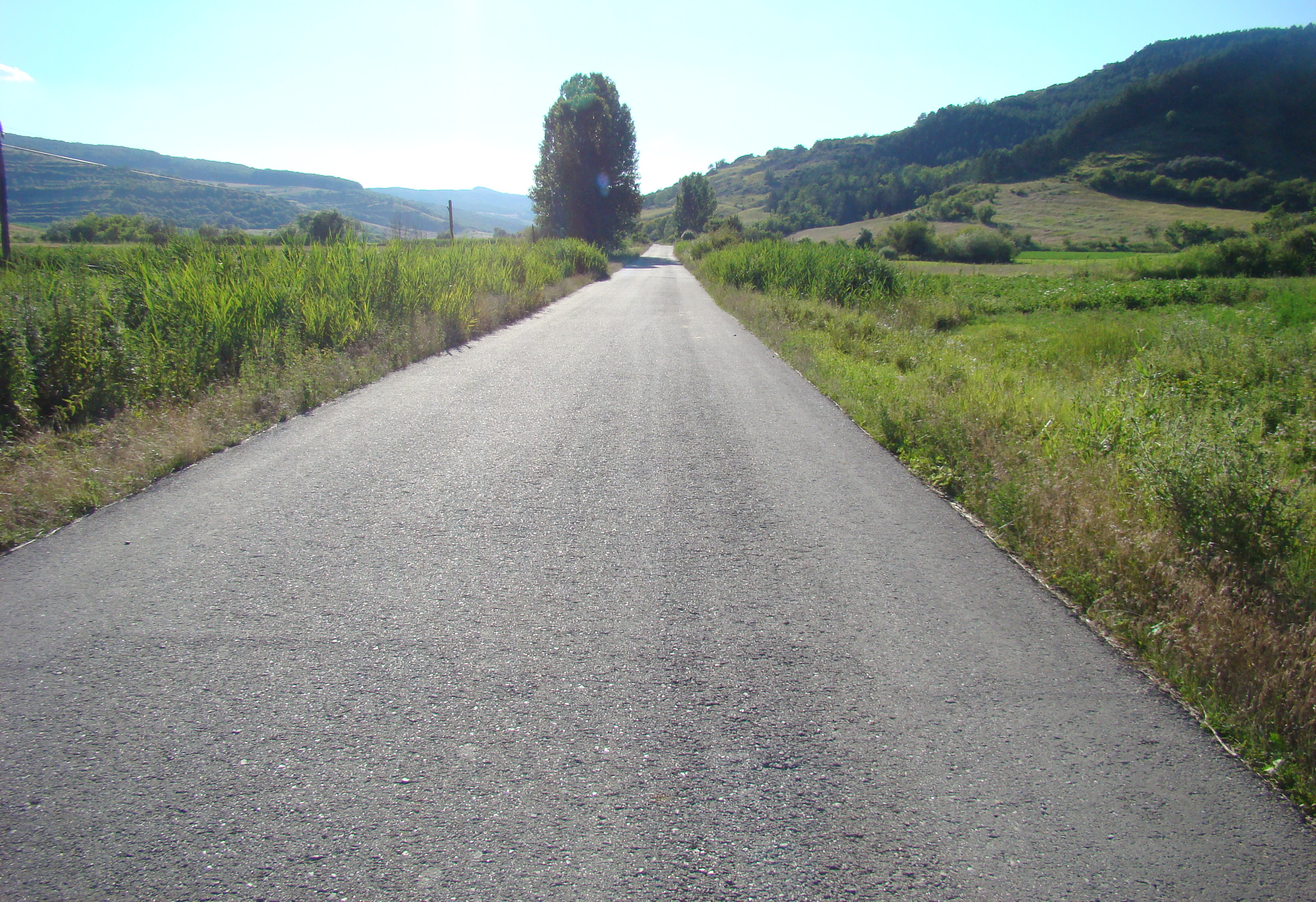
Drumul Târgușor-Diviciorii Mari
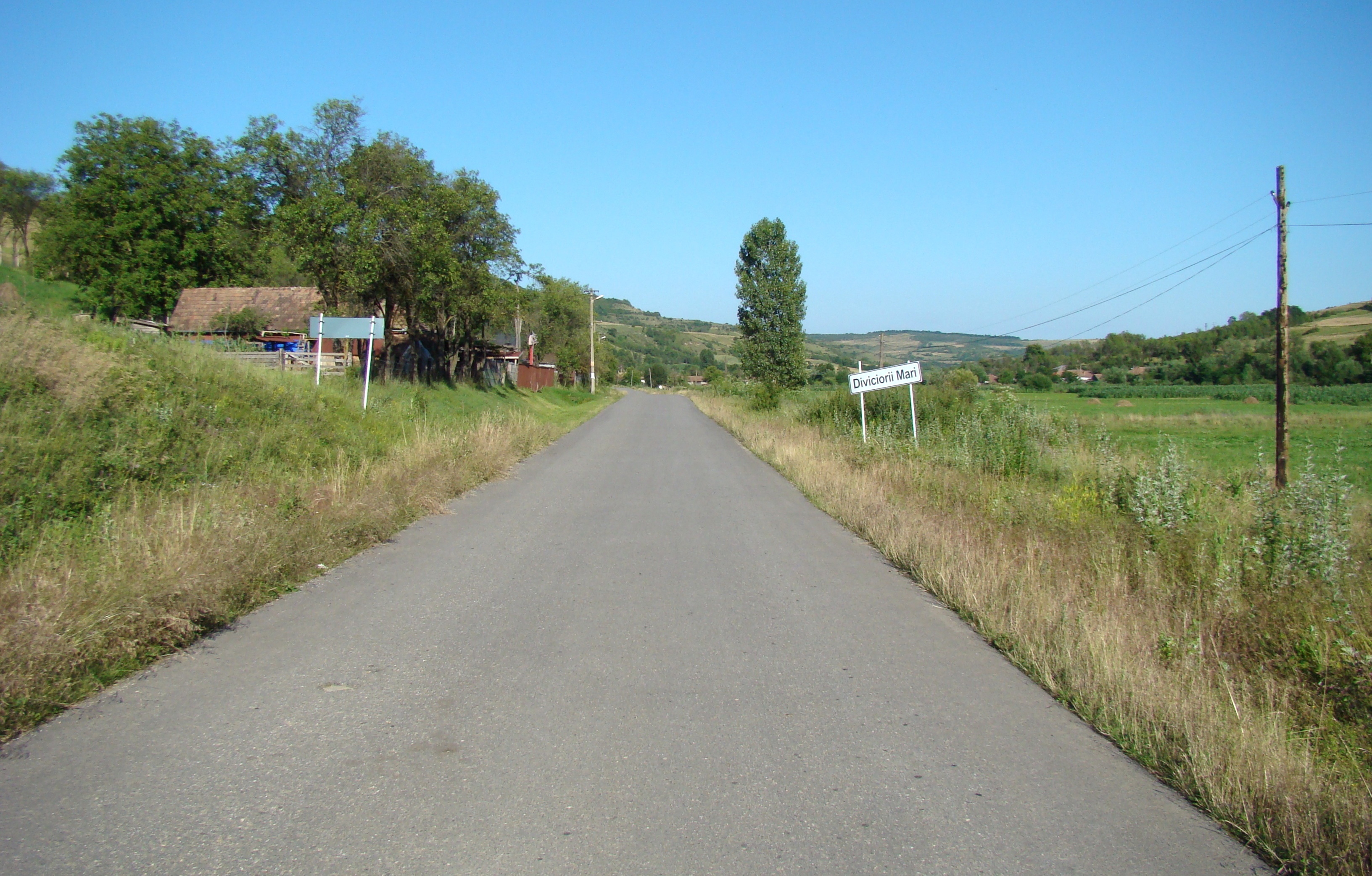
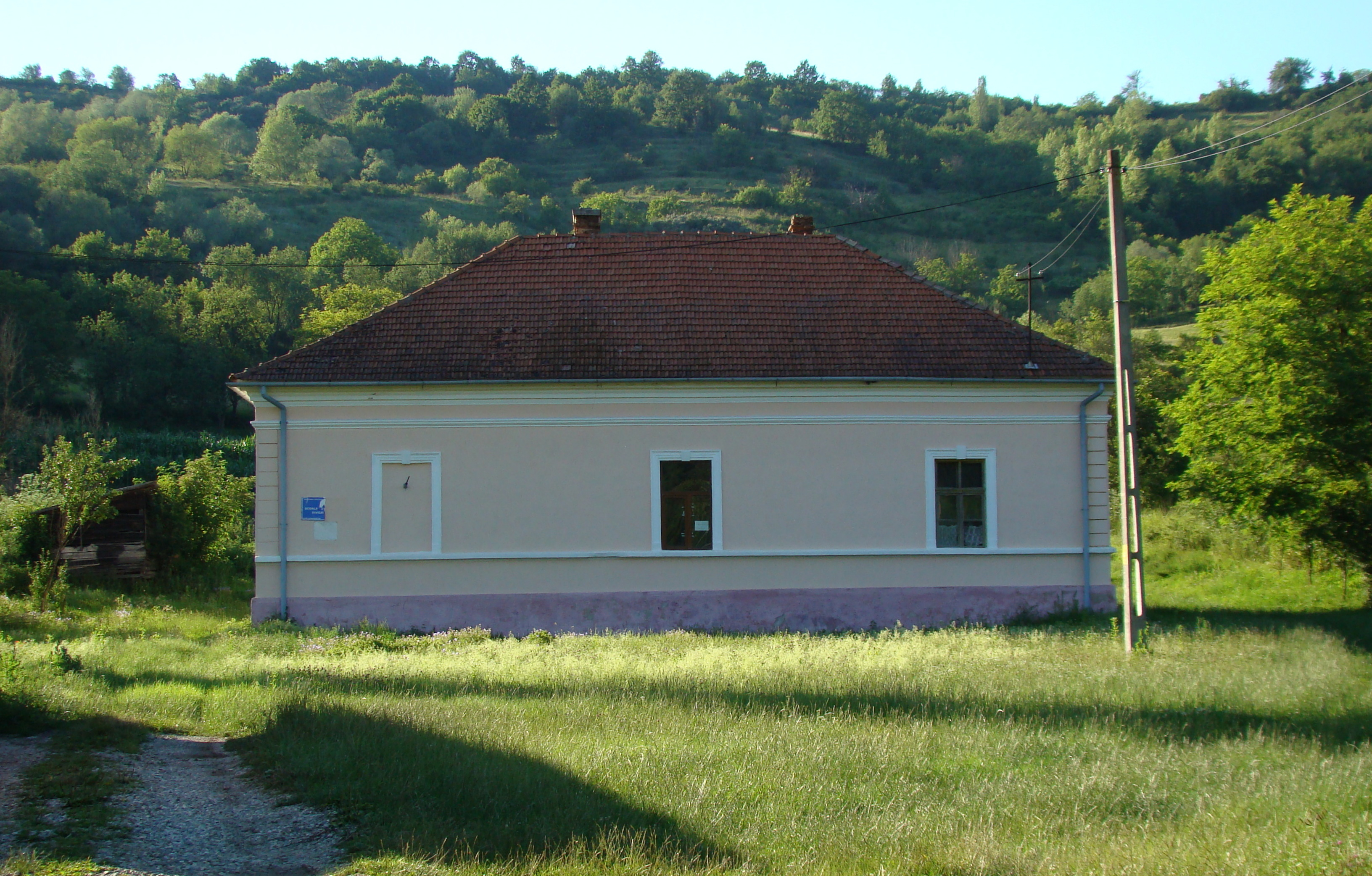
Școala
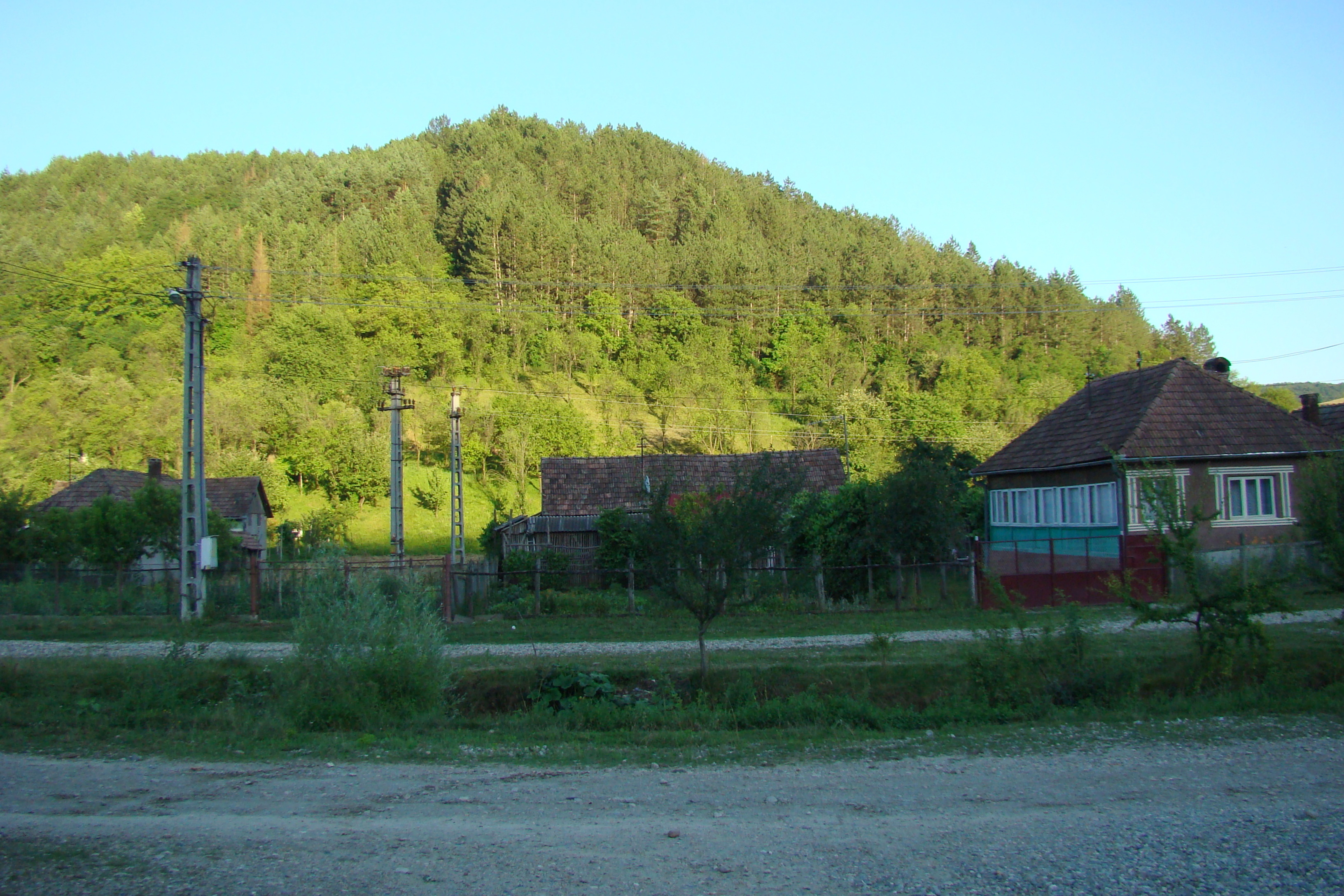
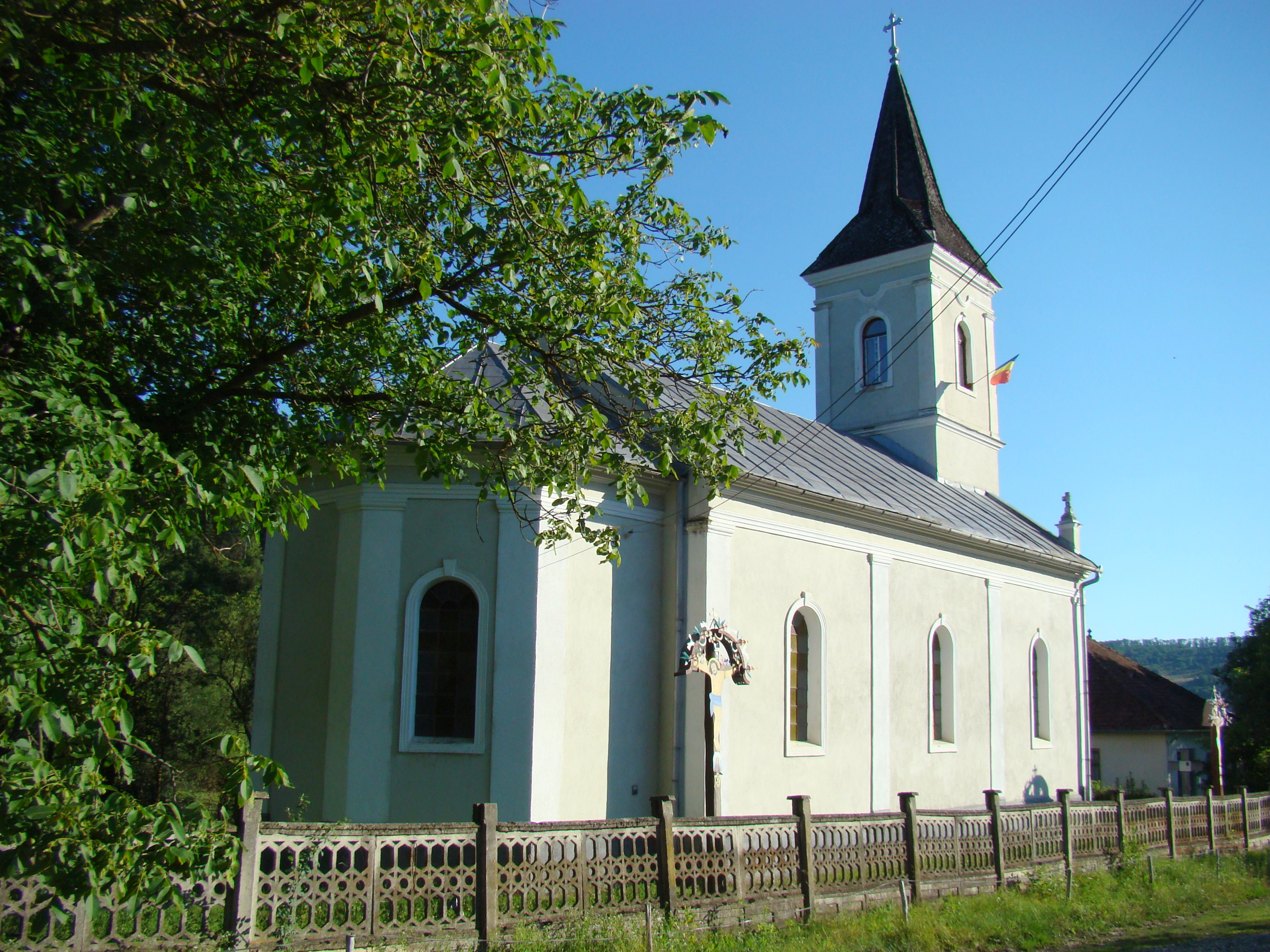
Biserica ortodoxă „Sfinții Arhangheli Mihail și Gavriil” (1911)
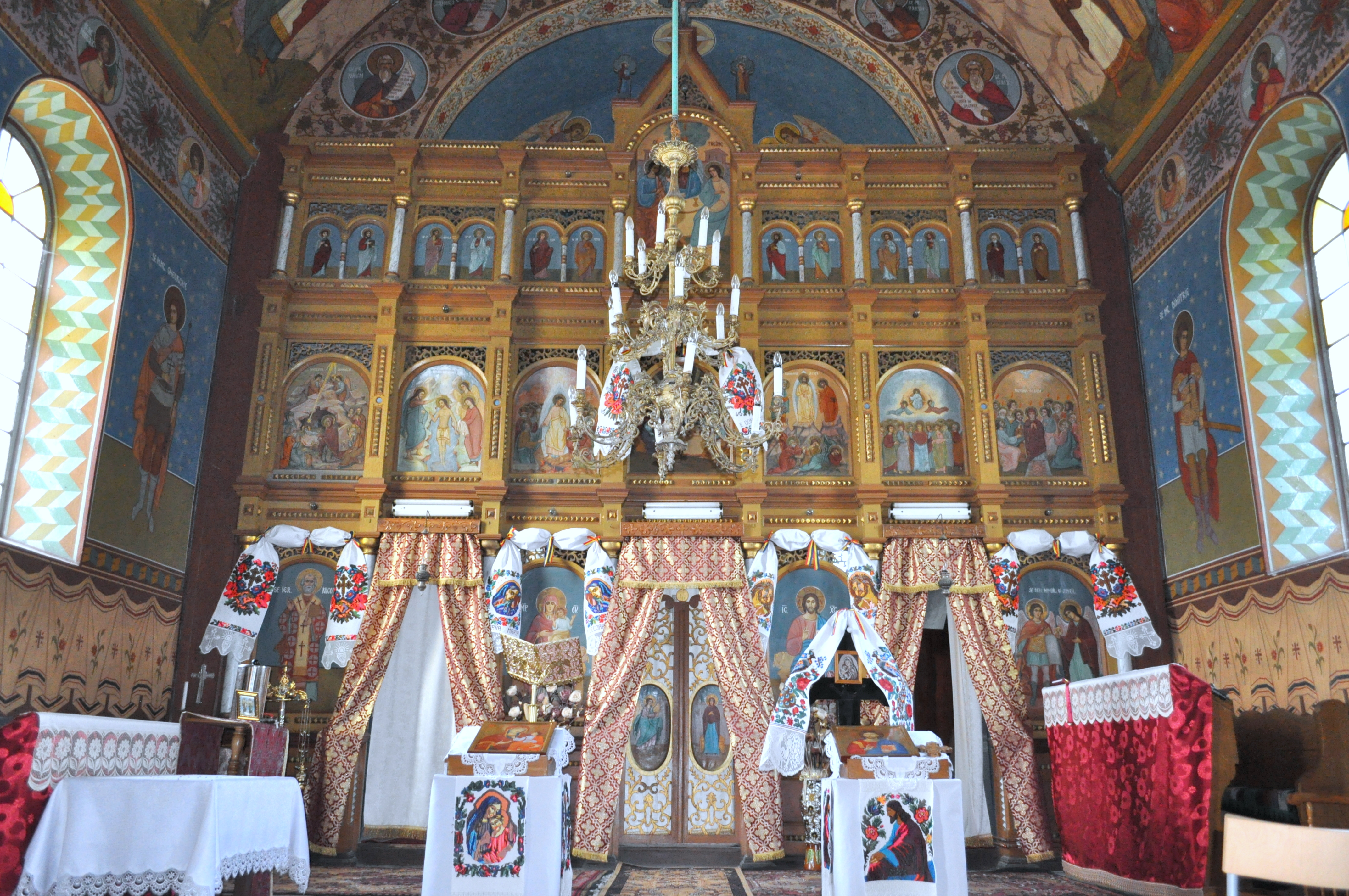
Biserica ortodoxă „Sfinții Arhangheli Mihail și Gavriil” (nava spre iconostas)
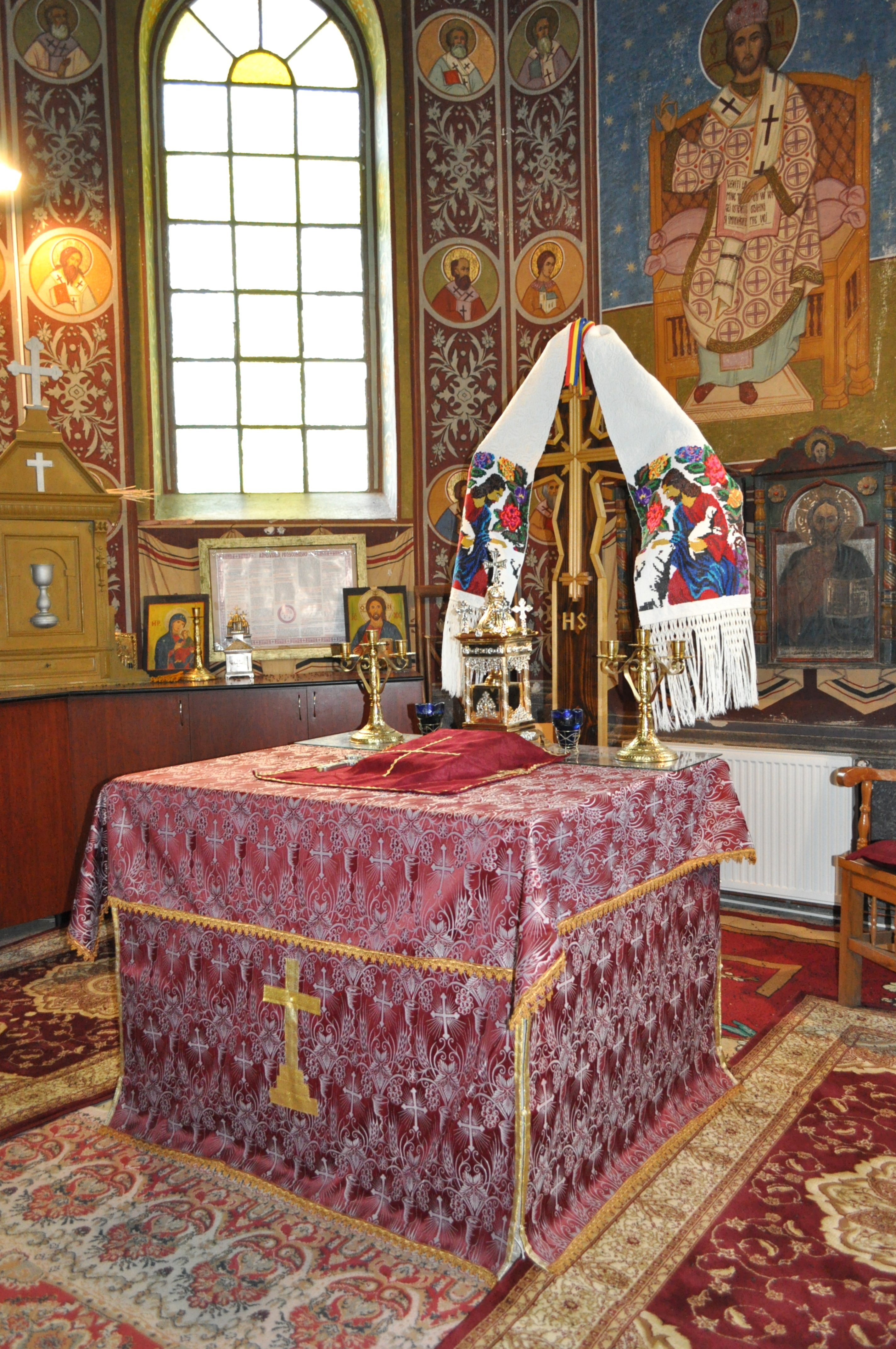
Biserica ortodoxă „Sfinții Arhangheli Mihail și Gavriil” (masa altarului)
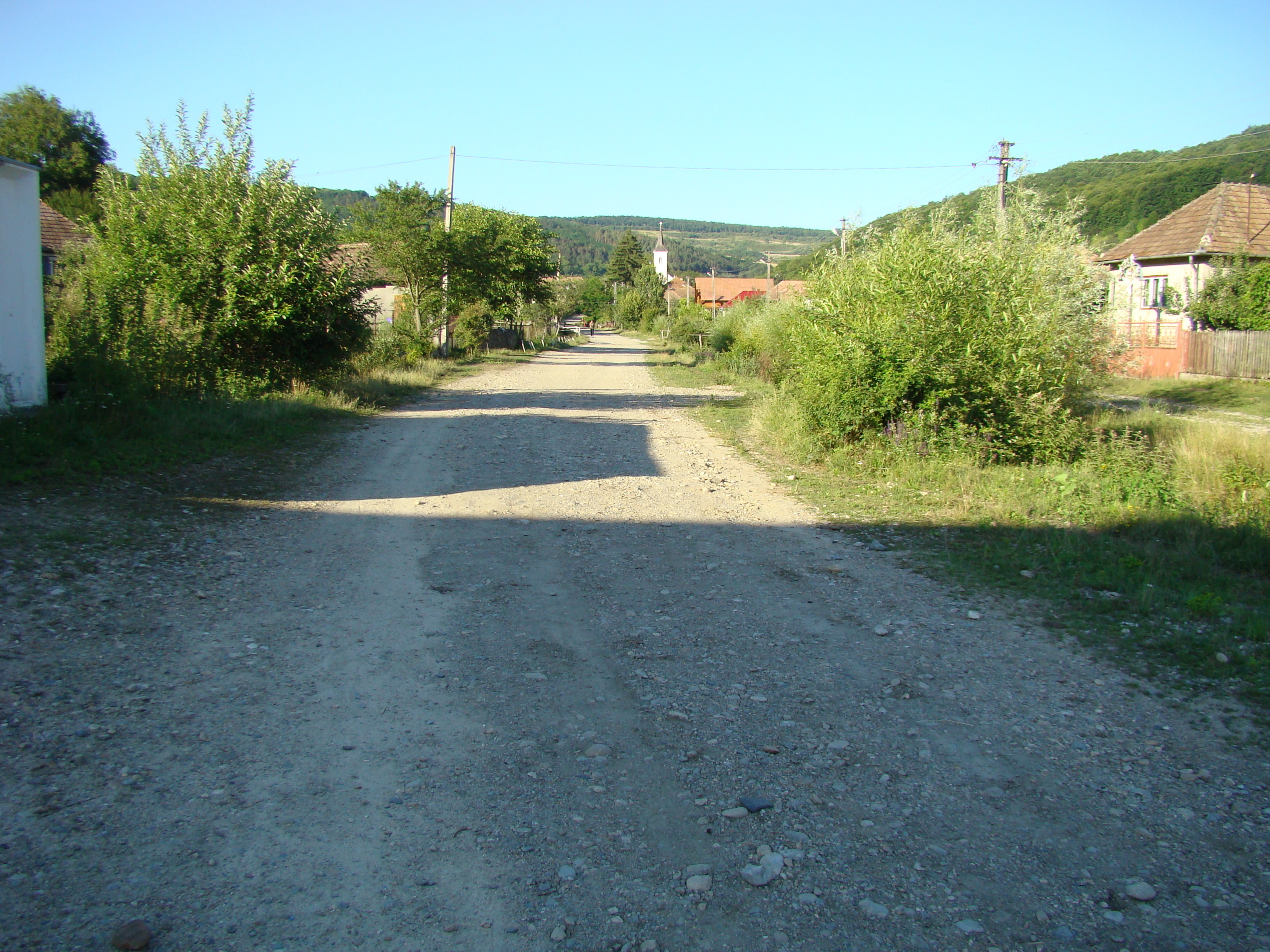
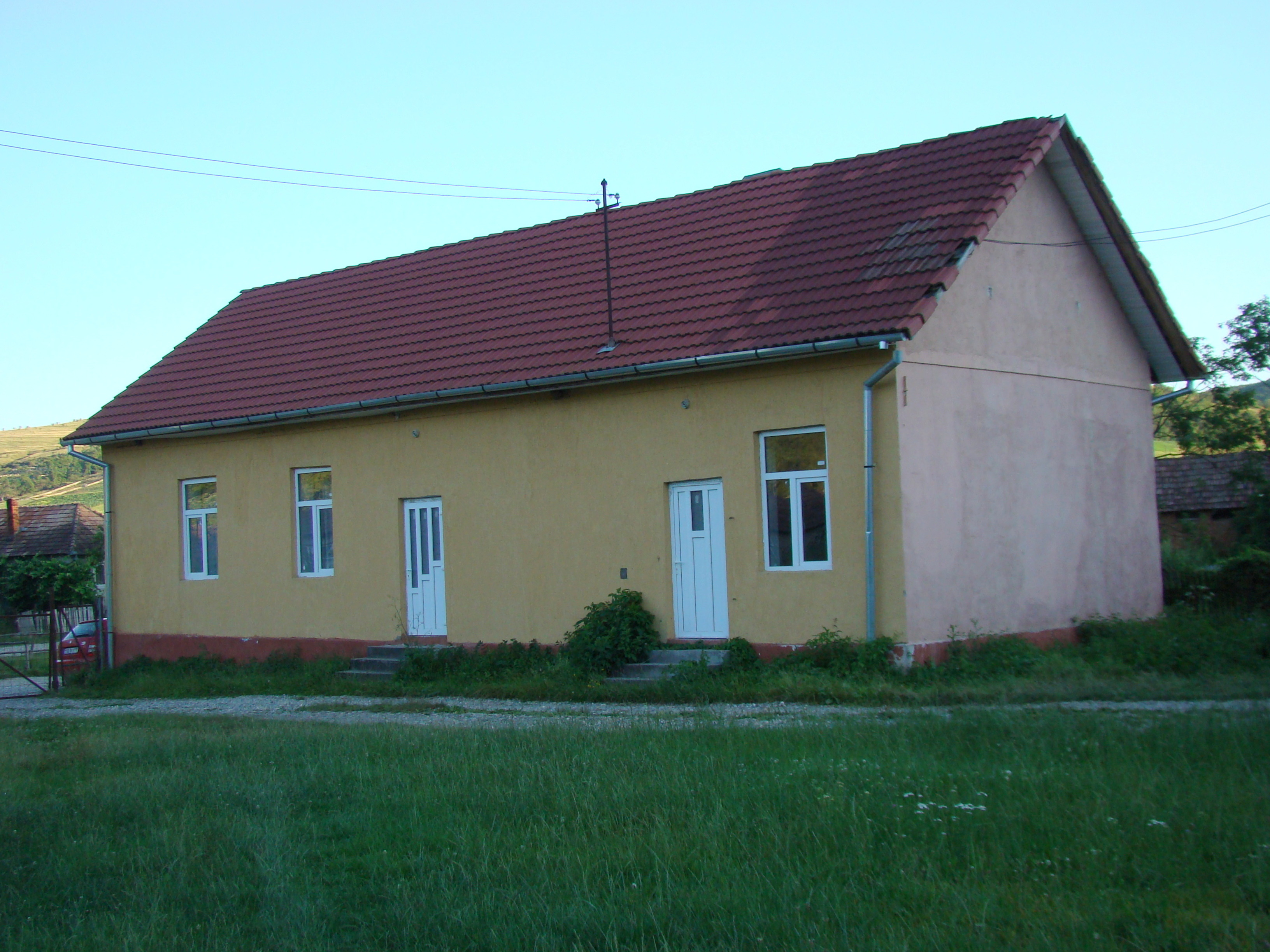
Căminul cultural
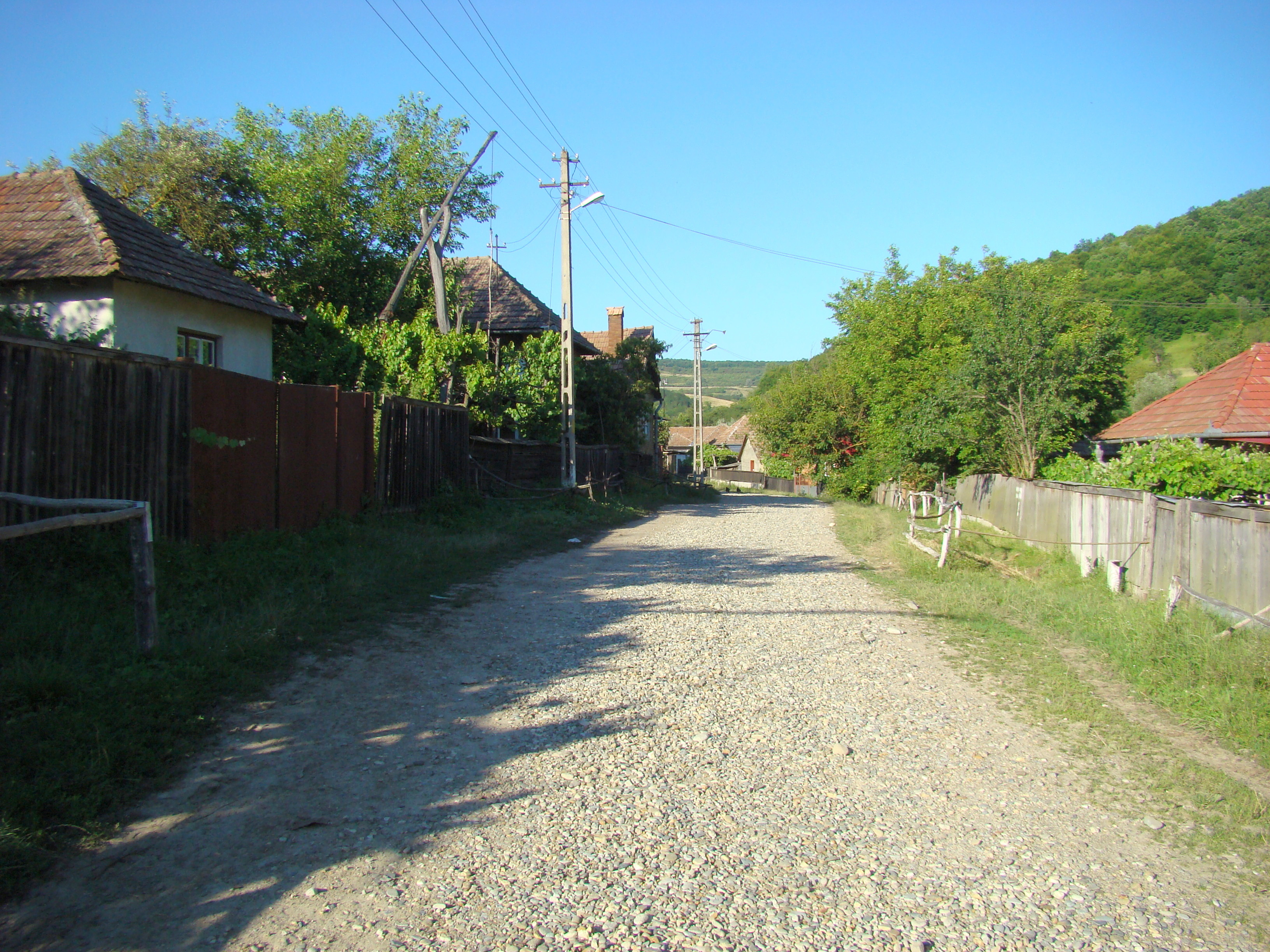
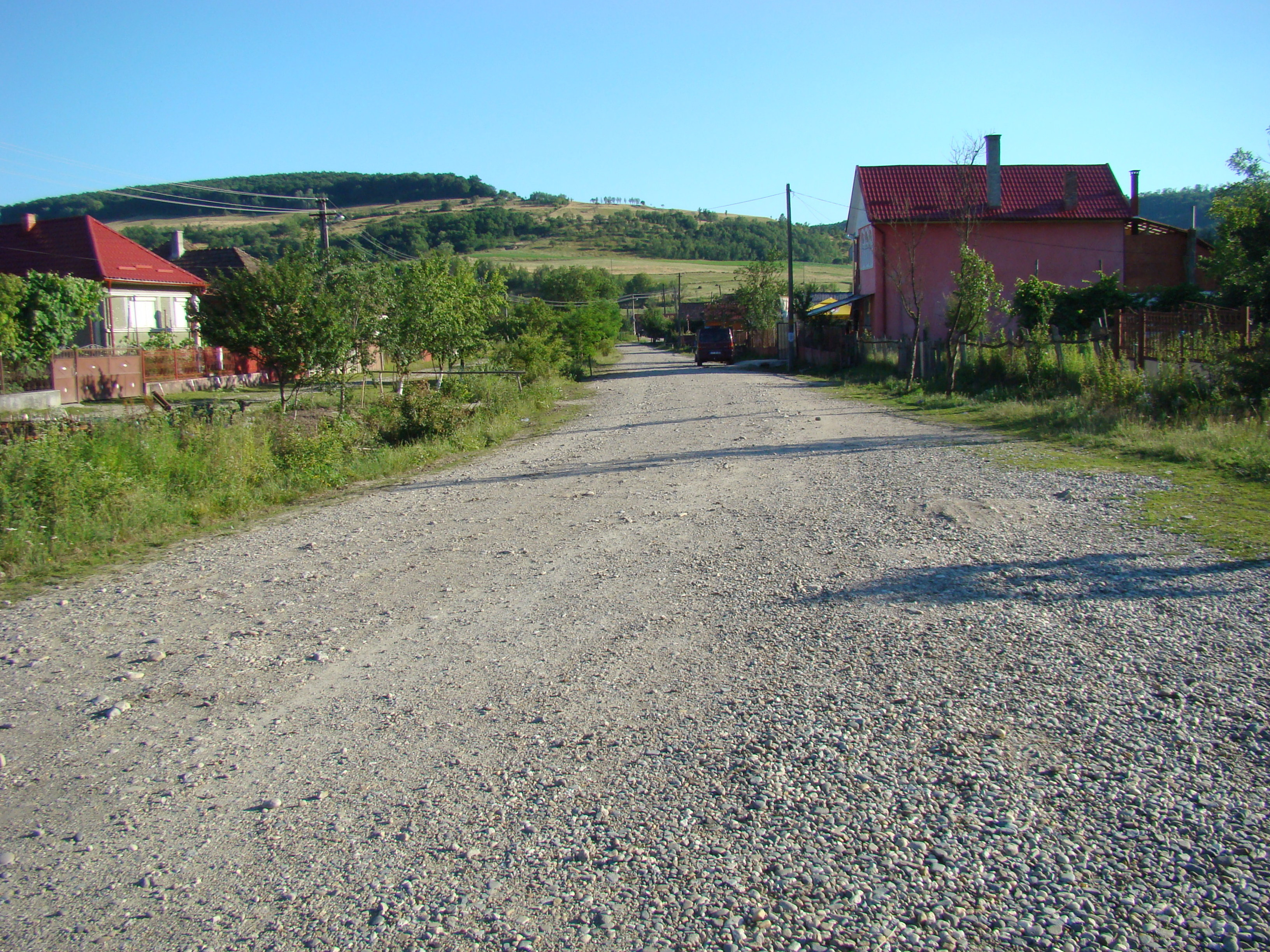
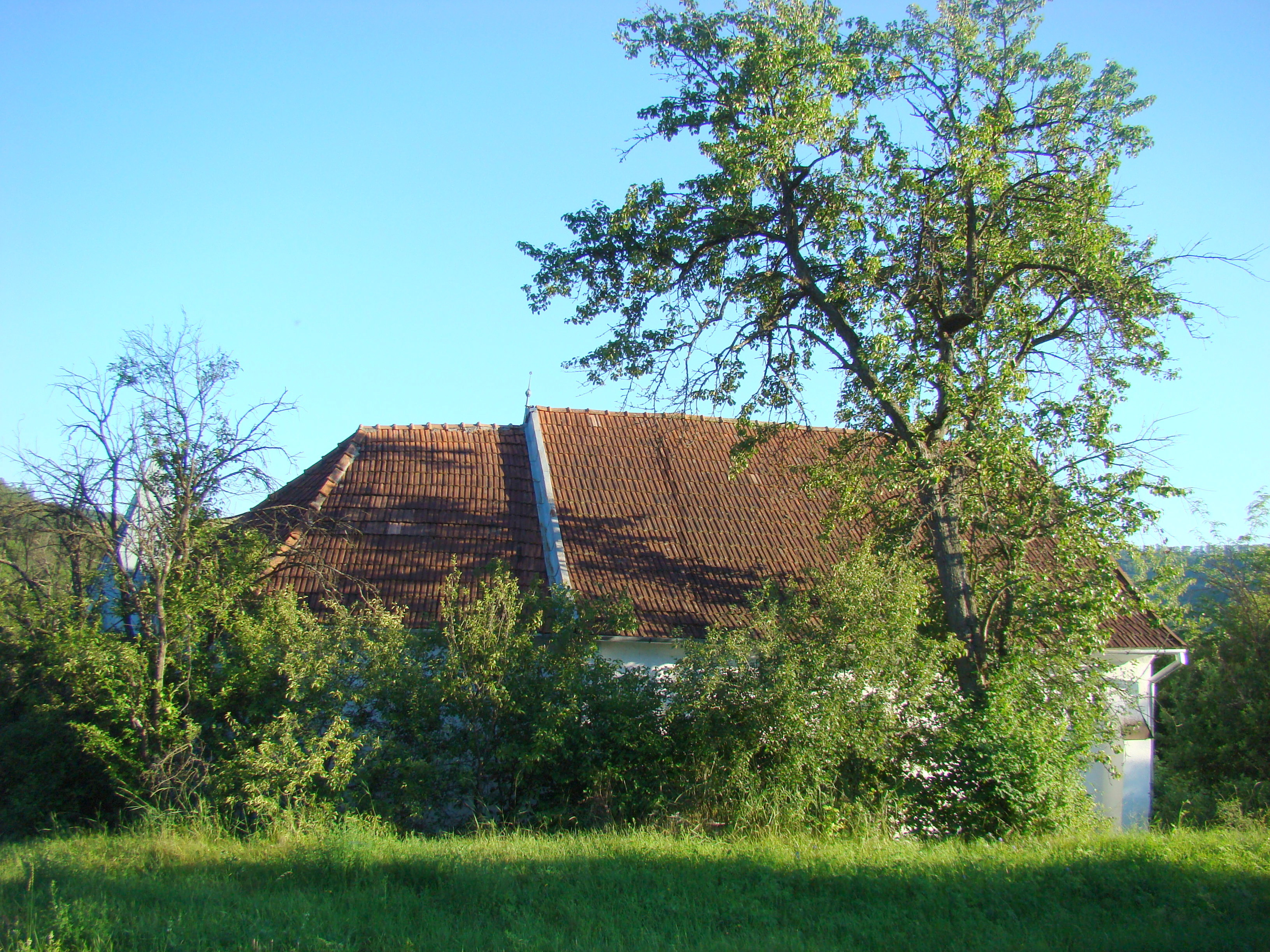
Biserica reformată din satul Diviciorii Mari (monument istoric)
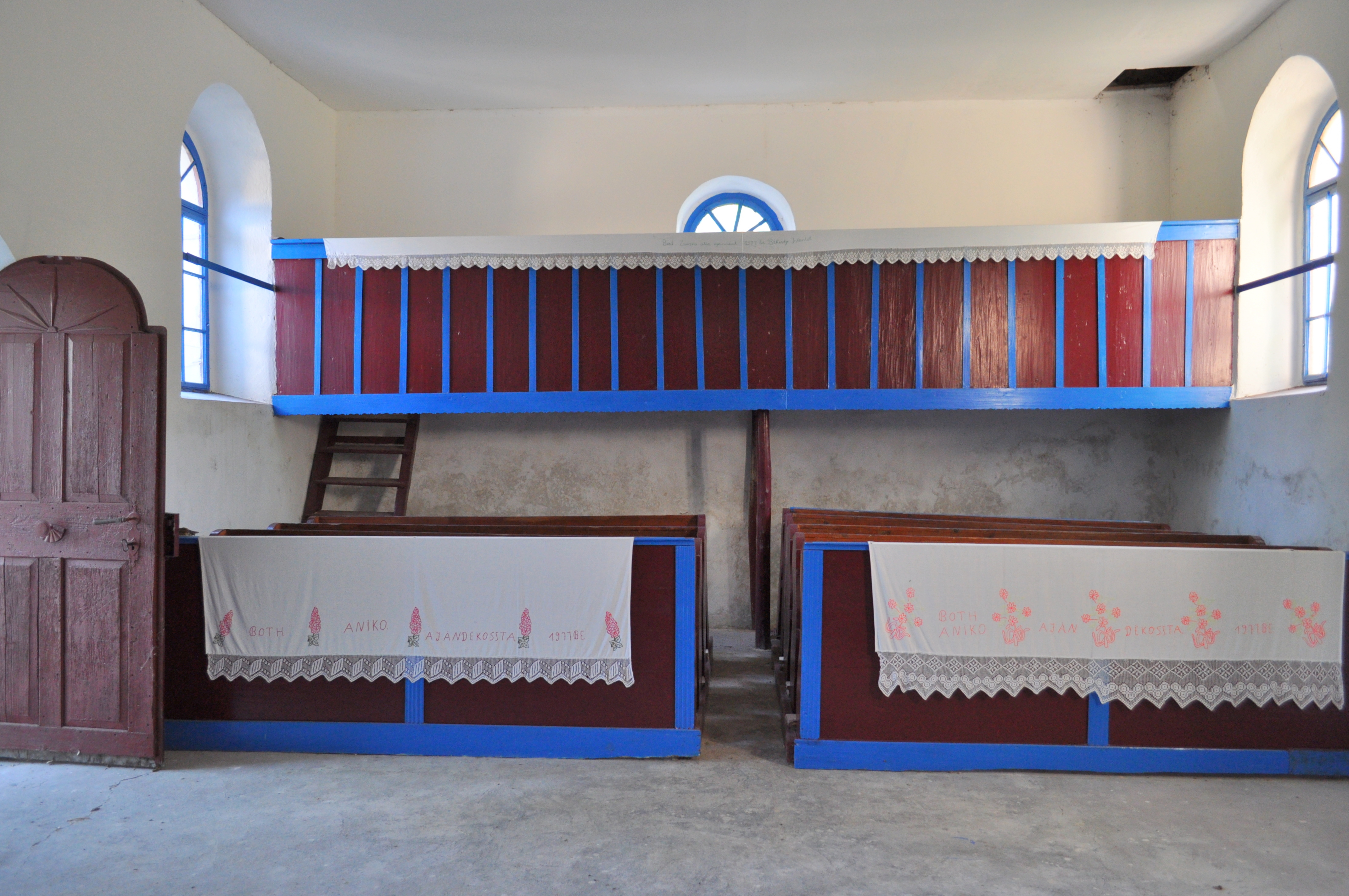
Biserica reformată din satul Diviciorii Mari (monument istoric)
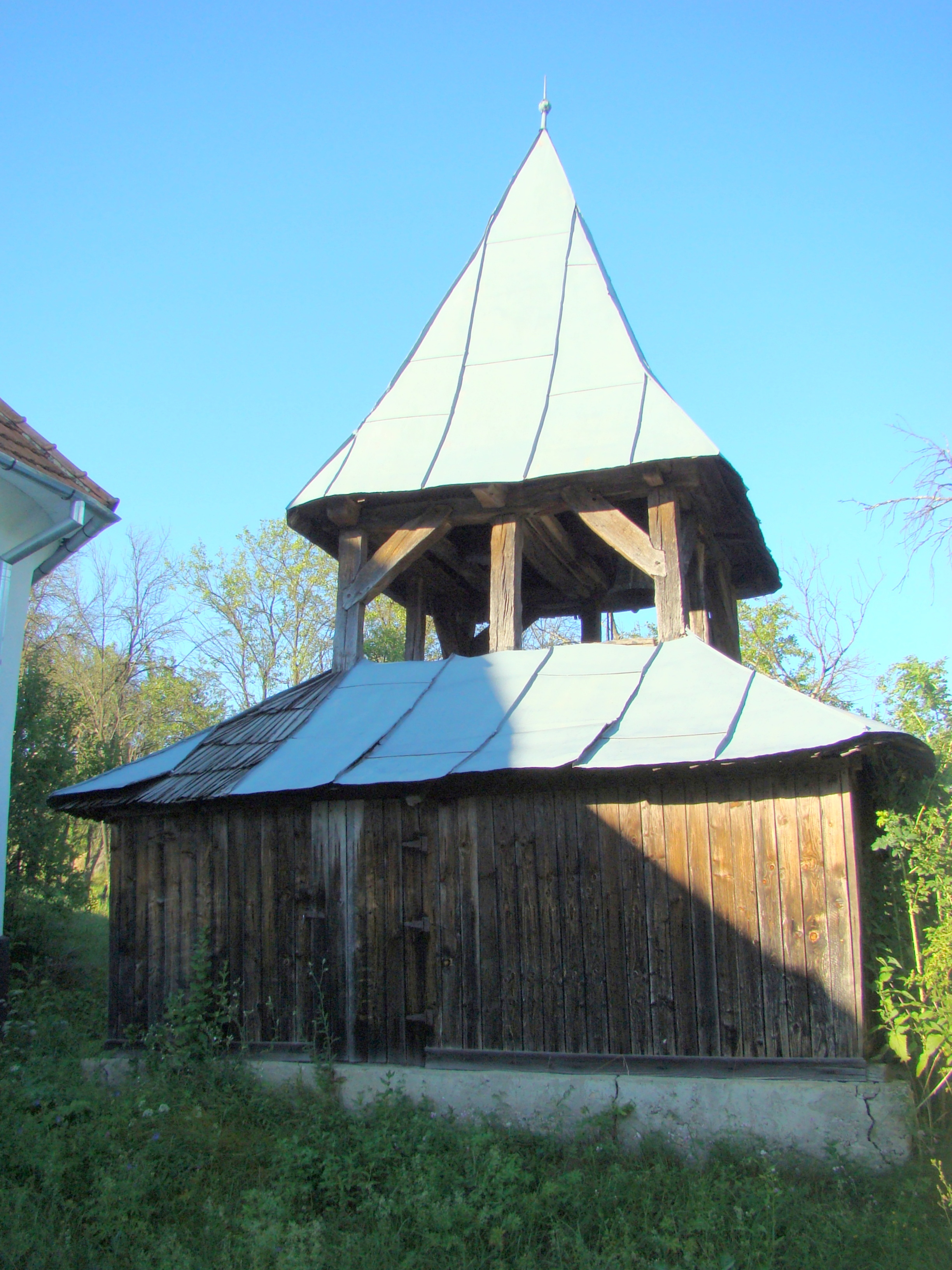
Clopotnița
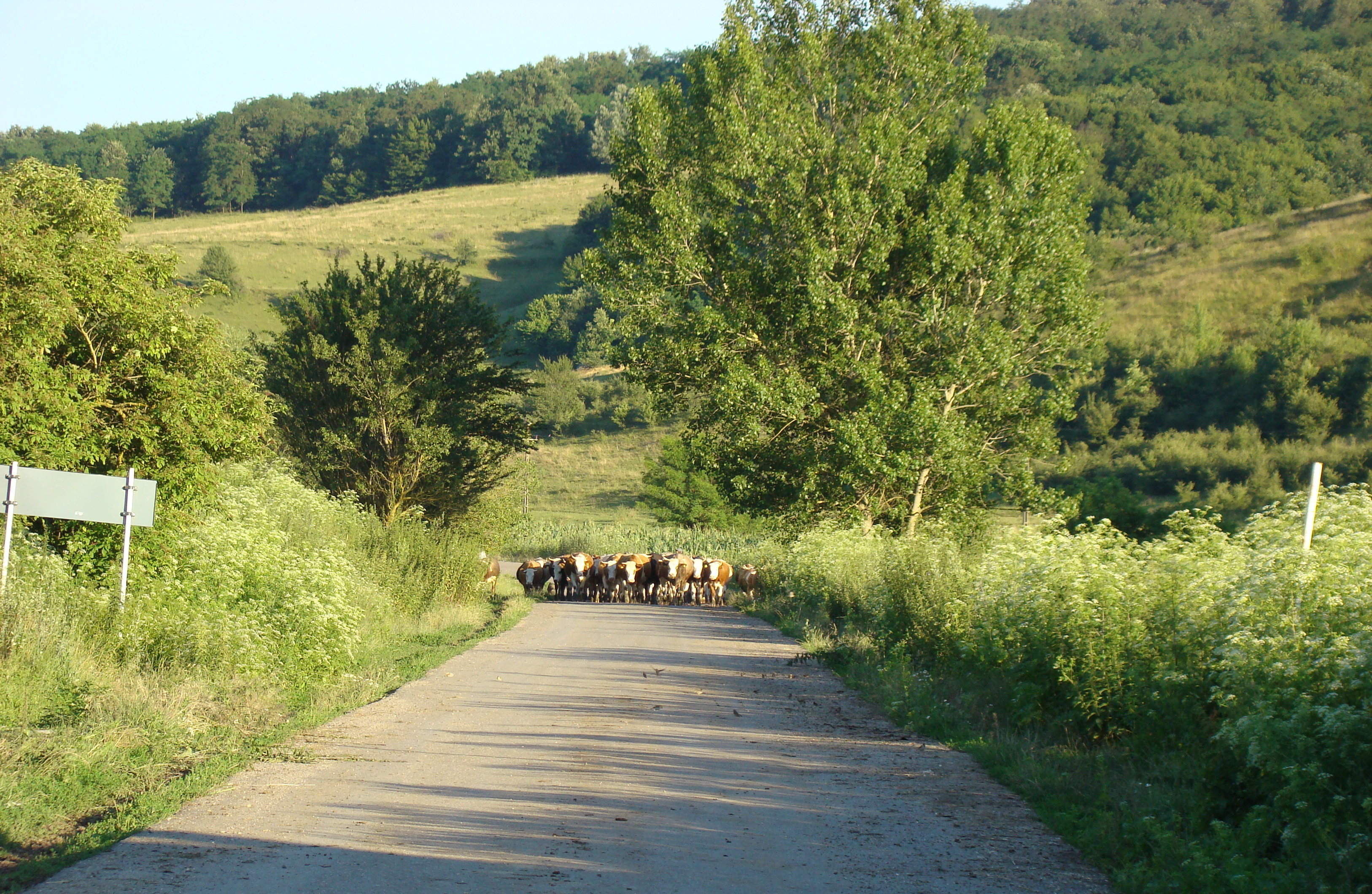
Drumul Diviciorii Mari-Diviciorii Mici